# Пенополивинилхлорид
Пенополивинилхлорид (винипор, ППВХ), кажущаяся плотность 0,05-0,3 г/см3, предел прочности при растяжении 0,8 — 4,5 МПа, предел прочности при сжатии 0,4-1,5 МПа.

## Получение
Получается прессованием или экструзией поливинилхлоридной композиции, содержащей газообразователь, например 2,2'-азо-бис-изобутиронитрил, NaHCO3,  NH4HCO3, либо легколетучую жидкость — фреон или др. Сформированная композиция подвергается повторному нагреву для вспенивания.
Жесткость пенополивинилхлорида зависит от количества пластификатора.

## Применение
Жесткие пенополивинилхлориды — конструкционные, звуко- и теплоизоляционные материалы в строительстве, а также при изготовлении различных плавсредств (плотики, буйки, спасательные жилеты и др.)
Эластичные пенополивинилхлориды — для изготовления амортизаторов, звукоизолирующих прокладок, виброзащитных устройств и т. п. да